# Pauline Sunfly
Pauline (Nangalo) Sunfly (* 29. Juni 1957 bei Balgo, Western Australia) ist eine Aborigines-Künstlerin, die in Balgo arbeitet und lebt.

## Leben
Geboren wurde Pauline Sunfly im Hospital der Balgo-Hills-Missionsstation als Tochter einer Künstlerfamilie, ihres Vaters Sunfly Tjampitjin und ihrer Mutter Bai Bai Napangardi. In dieser Aborigines-Missionsstation, die etwa 20 Kilometer von Balgo entfernt lag, ging sie zur Schule. Von ihren Eltern hörte sie Traumzeitgeschichten (Tjukurrpa) und erlernte das Malen durch Beobachtung der Maltechniken ihres Vaters. Pauline Sunfly hatte in der Missionsstation Hilfsarbeiten zu verrichten. Nachdem sie eine Zeitlang in Fitzroy Crossing, in Broome und in Alice Springs lebte, wohnt sie nun mit ihrer jungen Familie in der Aborigines-Siedlung Balgo.

## Malerei
Sunfly stellt grafische Werke und Gemälde im Dot-Paintingstil her. Ihre künstlerischen Themen sind: Schöpfungsgeschichte, Erschaffung von zwei Schlangen, Dingo, Emu, Zwei Ahnen der Warane, Eisvogelahne und Zeichen der Körperbemalung. Ihre erste Einzelausstellung fand 2000 statt; ihre Arbeiten wurden national und international ausgestellt.